# Sprengelia
Sprengelia  (лат.) — род растений семейства Вересковые (Ericaceae).
Род назван в честь немецкого ботаника и врача Курта Шпренгеля.

## Ареал
4 вида рода Sprengelia являются эндемиками Австралии.

## Биологическое описание
Небольшие кустарники. Листья узко-овальные, заострённые; листовая пластинка тонкая, одноцветная, гладкая.
Цветки одиночные или иногда многочисленные, сидячие или с короткой цветоножкой; прицветники многочисленные, чашелистиков 5.
Плод — коробочка.

## Виды
Род включает в себя следующие виды:
- Sprengelia andersonii F.Muell.
- Sprengelia aristata (Lindl.) F.Muell.
- Sprengelia brachyanthera F.Muell.
- Sprengelia brachyota (F.Muell.) F.Muell.
- Sprengelia brevifolia (Sond.) F.Muell.
- Sprengelia caerulea (R.Br.) F.Muell.
- Sprengelia colossea F.Muell.
- Sprengelia depressa (R.Br.) F.Muell.
- Sprengelia distichophylla (Rodway) W.M.Curtis
- Sprengelia incarnata Sm. typus[1]
- Sprengelia involucrata (Sond.) F.Muell.
- Sprengelia latiflora F.Muell.
- Sprengelia macrantha Hook.f.
- Sprengelia macronema F.Muell.
- Sprengelia micrantha (R.Br.) F.Muell.
- Sprengelia montana R.Br.
- Sprengelia monticola (A.Cunn. ex DC.) Druce
- Sprengelia parvifolia (R.Br.) F.Muell.
- Sprengelia patricia F.Muell.
- Sprengelia propinqua A.Cunn. ex DC.
- Sprengelia setifolia (Benth.) F.Muell.
- Sprengelia spirophylla F.Muell.
- Sprengelia sprengelioides (R.Br.) Druce